# Acanthopus palmatus
Acanthopus palmatus är en biart som först beskrevs av Olivier 1789.  Acanthopus palmatus ingår i släktet Acanthopus och familjen långtungebin. Inga underarter finns listade i Catalogue of Life.